# Torre Pizzarrone
La torre era un elemento fortificato posto a valle del Castello di Caccamo in Sicilia, la cui costruzione è datata intorno al 1089.
Posta nelle immediate vicinanze del castello, su un modesto rilievo lungo una strada di campagna a mezza costa che portava al paese, costituiva certamente l’ultimo baluardo di difesa all’esterno della cinta muraria dell’abitato.

## Architettura
Di epoca quasi certamente “chiaromontana”, su di essa non vi sono notizie certe.
Si presenta con una pianta essenzialmente quadrata di m. 6,50 x 6,70 e dai ruderi dei pochi merli esistenti si è stimata un’altezza originaria di 12m.
Le mura sono state realizzate in pietrame di cava e malta di connessione.
Lungo i quattro lati sono ancora riscontrabili i pochi ed essenziali elementi architettonici tipici delle torri di difesa:
- n. 1 piccole feritoie di forma rastremata verso l’esterno;
- n. 2 finestra posta in alto lungo il lato più scosceso del rilievo su cui è posta la torre e che probabilmente doveva fungere da ingresso, come era d’uso a quei tempi;
- n. 3 un’ampia breccia a forma di porta su cui doveva trovarsi quasi certamente la quarta feritoia.
È stata restaurata nel 2001 su progetto dell'architetto palermitano Placido Di Carlo.   
In particolare si è provveduto alla ricostruzione di quella parte di muratura mancante utilizzando pietrame calcareo avente caratteristiche meccaniche e fisiche similari all’esistente.
Sono stati inseriti e bloccati quattro ordini di tiranti in acciaio armonico.
Sono state altresì eliminate le lesioni verticali mediante la ricucitura delle pareti con il metodo del “cuci e scuci”.
Infine, è stata eseguita, sia sulla facciata interna sia su quella esterna, una profonda scarificazione dei giunti costituenti il letto di posa dei conci, operando la ricostruzione degli stessi utilizzando malta di coccio pesto con additivo antiritiro.

## Leggende
"I rossi chicchi d'una melagrana,
al fatuo lume della luna piena,
dal giallo scrigno sradica e dipana:
poi mangiali, ma con dolce lena!
Se tutti quanti i piccoli rubini,
stando sempre dentro questa torre,
riuscirai, con tanti bocconcini,
nel delicato tuo pancino a porre...
allora, sì, hai fatto un bel lavoro,
perché così, tu, troverai un tesoro!"
Questa leggenda dice che chiunque riuscirà a mangiare dei chicchi di melograno con tanta pazienza, troverà un tesoro.